# Vanesa Tot
Vanesa Tot (12 de julio de 1999) es una deportista croata que compite en piragüismo en la modalidad de aguas tranquilas. Ganó dos medallas de bronce en el Campeonato Europeo de Piragüismo de 2022, en las pruebas de C1 200 m y C1 500 m.

## Palmarés internacional
| Campeonato Europeo | Campeonato Europeo | Campeonato Europeo | Campeonato Europeo |
| Año                | Lugar              | Medalla            | Competición        |
| ------------------ | ------------------ | ------------------ | ------------------ |
| 2022               | Múnich (Alemania)  | Medalla de bronce  | C1 200 m           |
| 2022               | Múnich (Alemania)  | Medalla de bronce  | C1 500 m           |